# Thrypsigenes colluta
Thrypsigenes colluta är en fjärilsart som beskrevs av Edward Meyrick 1914. Thrypsigenes colluta ingår i släktet Thrypsigenes och familjen stävmalar. Inga underarter finns listade i Catalogue of Life.